# Dwór Oruński
Dwór Oruński – zabytkowy dwór w Gdańsku, położony na Oruni, w Parku Oruńskim. Historyczna rezydencja burmistrzów gdańskich.

## Opis obiektu
Zabytkowy zespół dworski przy ul. Nowiny 2, składający się z dworu, dwóch budynków gospodarczych, lodowni oraz parku (ob. Park Oruński), kształtowany od XVI do XIX wieku, wielokrotnie był przebudowywany i ostatecznie zachowany w klasycystycznej formie z początku XIX wieku. Dwukondygnacyjny dwór, pokryty jest czterospadowym dachem z lukarnami, a fasada ozdobiona portalem z kolumnami toskańskimi. Wewnątrz zachowała się drewniana klatka schodowa z XIX wieku i kominki z tego samego okresu. Przed frontem dworu znajduje się okrągły podjazd. Za dworem, w jego osi rośnie aleja lipowa.

## Historia
Dworek wraz z założeniem ogrodowym widnieje już na planie Berndta Friedricha z 1599 roku. Na początku XVII wieku posiadłość była własnością burmistrza Gdańska Bartłomieja Schachmanna, który na nowo zagospodarował rezydencję. Kolejnym właścicielem był również burmistrz Gdańska, Johann Zierenberg, a następnie ród Zierenbergów. Dwór stał się letnią rezydencją gdańskich burmistrzów i patrycjuszy. Pod koniec XVII wieku, w posiadanie dworu wszedł armator gdański Albrecht Groddeck. W 1698 roku w rezydencji nocował król Polski August II Mocny. Podczas oblężenia Gdańska w 1734 roku znajdowała się tutaj kwatera rosyjskiego marszałka Münnicha. Tutaj także prawdopodobnie podpisano akt kapitulacji Gdańska.
W połowie XVIII wieku wzniesiono nowy dwór. Rodzina Groddecków pozostawała właścicielami majątku do 1780 roku, gdy przeszedł on na własność kolejnego burmistrza Gdańska – Johanna Gottfrieda Reygera. Dwór zniszczono w 1813 roku, podczas walk francusko-rosyjskich. Następnie został przejęty przez gdańskiego kupca Friedricha Augusta Hoene, który podjął się odbudowy dworu i nadał mu kształt, w jakim zachował się do dziś. Obecnie istniejący dworek zbudowano do 1816 roku. Majątek był własnością rodziny Hoene do 1918 roku, wówczas został przekazany testamentem Emilii Hoene miastu Gdańsk. Po II wojnie światowej dwór przeszedł na własność Skarbu Państwa, pełnił funkcję domu opieki, a obecnie zlokalizowane jest w nim przedszkole. Wpisany został do rejestru zabytków w 1972 roku.